# El Rieral (Riells del Fai)
El Rieral és un paratge del terme municipal de Bigues i Riells, al Vallès Oriental, dins del territori del poble de Riells del Fai.
Està situat a l'entorn de la masia d'el Margarit, a l'esquerra del Tenes i a la dreta del Torrent del Quirze, al nord de la fita quilomètrica número 23 de la carretera BP-1432 (La Garriga - Sant Llorenç Savall). A més de la masia de Can Margarit, conté els Camps de Can Margarit i la gran pedrera d'extracció de graves que suposa un fort impacte paisatgístic negatiu en el seu entorn.